# Klaus Hildebrand
Klaus Hildebrand (* 18. November 1941 in Bielefeld) ist ein deutscher Historiker und Hochschullehrer. In der Fachwelt trat Hildebrand durch grundlegende Forschungen und Überblicksdarstellungen zur Geschichte der internationalen Politik, zur deutschen Außenpolitik von Bismarck bis Hitler, zur neueren britischen Geschichte sowie zur Entwicklung der Bonner Republik hervor.

## Leben und Wirken
Klaus Hildebrand wurde als Sohn des Geschäftsführers Ewald Hildebrand und dessen Frau Maria, geb. Tausch, in Bielefeld geboren. Ostern 1948 wurde er in Herne eingeschult und besuchte seit 1952 das Leibniz-Gymnasium in Duisburg-Hamborn, das Christian-Rauch-Gymnasium in Arolsen und schließlich die Albert-Schweitzer-Schule in Kassel, an der 1961 das Abitur ablegte. Seit dem Sommersemester 1961 studierte Hildebrand Geschichte, Politische Wissenschaft und Germanistik an der Philipps-Universität Marburg. Zu seinen wichtigsten akademischen Lehrern in Marburg zählten Fritz Wagner, Wolfgang Abendroth, Karl Christ, Peter von Polenz sowie gegen Ende des Studiums Manfred Schlenke und vor allem Andreas Hillgruber, der die Formierung von Hildebrands wissenschaftlichen Interessen und sein methodisches Vorgehen maßgeblich prägte. 1965 folgte Hildebrand Schlenke als Assistent an das Seminar für Neuere Geschichte des Historischen Instituts der Wirtschaftshochschule Mannheim, an dem er im Juli 1967 mit der von Schlenke betreuten Dissertation Hitler, NSDAP und koloniale Frage 1919–1945 promoviert wurde (Zweitgutachter der Dissertation war Karl Ferdinand Werner). 1972 erfolgte ebenfalls in Mannheim die Habilitation im Fach Neuere Geschichte mit einer erst 1997 in aktualisierter Gestalt veröffentlichten Arbeit über Großbritannien und die deutsche Reichsgründung; anschließend arbeitete Hildebrand bis 1974 als Wissenschaftlicher Rat bzw. Professor für Allgemeine Geschichte mit besonderer Berücksichtigung der Zeitgeschichte an der Universität Bielefeld.
1974 wurde Hildebrand als Professor für Mittlere und Neuere Geschichte an die Universität Frankfurt am Main berufen. Eine Berufung an die Universität Harvard lehnte er ab, da er sich in Lehre und Forschung auf die Geschichte des Dritten Reiches und die Außenpolitik hätte festlegen müssen. 1977 wechselte er auf einen Lehrstuhl für Neuere Geschichte an der Universität Münster. Von 1982 bis zu seiner Emeritierung im Februar 2010 war Hildebrand schließlich ordentlicher Professor für Mittlere und Neuere Geschichte an der Universität Bonn. Seit einer schweren Erkrankung 2008 ruht Hildebrands wissenschaftliche Arbeit; an seinem Bonner Lehrstuhl wurde er von 2008 bis 2010 von Dominik Geppert vertreten, der ihm auf dem Lehrstuhl nachfolgte. Zu seinen Schülern gehören unter anderem Patrick Bahners, Riccardo Bavaj, Harald Biermann, Magnus Brechtken, Bardo Fassbender, Detlef Felken, Ralf Forsbach, Nils Havemann, Lothar Kittstein, Ulrich Lappenküper, Hanns Christian Löhr, Stefan Martens, Matthias Oppermann, Marie-Luise Recker, Andreas Rödder, Thomas Schaarschmidt, Ulrich Schlie, Joachim Scholtyseck, Gregor Schöllgen, Christoph Studt, Hermann Wentker und Jasper Wieck. Auch Gerd R. Ueberschär war ein Assistent Hildebrands, der von seinem Vorgänger Paul Kluke zur Dissertation angeregt wurde.
Hildebrands Forschungsschwerpunkte sind die Geschichte der europäischen Staatenwelt, vor allem des 19. und 20. Jahrhunderts, und die Geschichte der internationalen Beziehungen. Sein Forschungsüberblick Das Dritte Reich, zuerst 1979 erschienen und seither regelmäßig aktualisiert, gilt als Standardwerk und wurde in mehrere Sprachen übersetzt. Zu seinen bedeutendsten Werken zählt die erstmals 1995 erschienene Überblicksdarstellung Das vergangene Reich. Deutsche Außenpolitik von Bismarck bis Hitler. Hildebrand gilt auch als Kenner der Geschichte der deutschen Außenpolitik seit 1949 und wurde bei zahlreichen TV-Dokumentationen als Berater hinzugezogen. Er ist unter anderem Mitherausgeber der Buchreihe Enzyklopädie Deutscher Geschichte und der Edition Akten zur auswärtigen Politik der Bundesrepublik Deutschland.
Mit seinen Publikationen gilt Hildebrand als prominenter Verfechter eines diplomatiegeschichtlichen Ansatzes. Hildebrand ist der Meinung, dass viele Historiker zu sehr der Maxime: quod non est in actis „Was nicht in den Akten steht, ist auch nicht in der Welt.“ anhängen. Da aber z. B. Akten der Geheimdienste ihrer Natur nach kaum verfügbar sind und entsprechende Überlegungen unterbleiben, verstellt die faszinierende Vordergründigkeit des diplomatischen Spiels den Zugang zu den eigentlichen Triebkräften der Politik. Kritisiert wird aus sozialhistorischer Perspektive (Hans-Ulrich Wehler, Hans Mommsen) eine zu starke Personen- und Intentionenzentriertheit seiner Erklärungsansätze. Im sogenannten Historikerstreit des Jahres 1986 gehörte Hildebrand mit Andreas Hillgruber, Ernst Nolte und Michael Stürmer zu den Historikern, denen der Philosoph Jürgen Habermas Bemühungen um eine nationalistische Revision des Geschichtsbilds der Bundesrepublik vorwarf.
Für seine Forschungen erhielt Hildebrand zahlreiche in- und ausländische Auszeichnungen. 1987 wurde er mit dem Bundesverdienstkreuz 1. Klasse geehrt. Hildebrand ist Mitglied zahlreicher akademischer Gremien, darunter seit 1982 der Kommission für Geschichte des Parlamentarismus und der politischen Parteien (1998–2007 als deren Präsident), seit 1983 der Historischen Kommission bei der Bayerischen Akademie der Wissenschaften und des wissenschaftlichen Beirats des Instituts für Zeitgeschichte, sowie seit 1991 der Nordrhein-Westfälischen Akademie der Wissenschaften. 1986/87 gehörte er dem Gründungsdirektorium des Hauses der Geschichte an; seither ist er dort Mitglied des wissenschaftlichen Beirats. Im Kollegjahr 1992/1993 war Hildebrand Forschungsstipendiat am Historischen Kolleg in München. Von 1998 bis Ende 2009 war er Mitherausgeber der Historischen Zeitschrift. Hildebrand war bis 2008 Mitglied der vom damaligen Bundesminister des Auswärtigen Joschka Fischer eingesetzten Unabhängigen Historikerkommission, die die Geschichte des Ministeriums wissenschaftlich aufarbeitete.

## Schriften (Auswahl)
Aufsatzsammlung
- Der Flug des Ikarus. Studien zur deutschen Geschichte und internationalen Politik. Herausgegeben von Joachim Scholtyseck und Christoph Studt. Oldenbourg, München 2011, ISBN 978-3-486-70699-4.

Monographien
- Vom Reich zum Weltreich: Hitler, NSDAP und koloniale Frage 1919–1945 (= Veröffentlichungen des Historischen Instituts der Universität Mannheim. Bd. 1). Fink, München 1969 (Zugl.: Mannheim, Univ., Diss., 1967 u.d.T.: Hitler, NSDAP und koloniale Frage).
- Bethmann-Hollweg, der Kanzler ohne Eigenschaften? Urteile der Geschichtsforschung. Eine kritische Bibliographie. Droste, Düsseldorf 1970.
- Deutsche Außenpolitik 1933–1945. Kalkül oder Dogma? Kohlhammer, Stuttgart 1971; 5., überarbeitete Auflage 1990, ISBN 3-17-009756-3.
- Das Deutsche Reich und die Sowjetunion im internationalen System 1918–1932. Legitimität oder Revolution? (= Frankfurter historische Vorträge. Bd. 4). Steiner, Wiesbaden 1976, ISBN 3-515-02503-0.
- Das Dritte Reich (= Oldenbourg Grundriss der Geschichte, Bd. 17). Oldenbourg, München 1979; 7., durchgesehene Auflage 2009, ISBN 978-3-486-59200-9 (übersetzt ins Englische, Französische, Italienische, Spanische und Japanische).
- Von Erhard zur Großen Koalition. 1963–1969 (= Geschichte der Bundesrepublik Deutschland. Bd. 4). Deutsche Verlags-Anstalt, Stuttgart 1984, ISBN 3-421-06734-1.
- Deutsche Außenpolitik 1871–1918 (= Enzyklopädie deutscher Geschichte. Bd. 2). Oldenbourg, München 1989; 3. überarbeitete Auflage 2008, ISBN 978-3-486-58698-5.
- Das vergangene Reich. Deutsche Außenpolitik von Bismarck bis Hitler. Deutsche Verlags-Anstalt, Stuttgart 1995. ISBN 3-421-06691-4; mehrere unveränderte Neuauflagen; zuletzt: Oldenbourg, München 2008, ISBN 978-3-486-58605-3. (Inhaltsverzeichnis).
- Reich – Großmacht – Nation. Betrachtungen zur Geschichte der deutschen Außenpolitik 1871–1945 (= Schriften des Historischen Kollegs. Vorträge, Nr. 42). München 1995 (Digitalisat).
- No intervention – die Pax Britannica und Preußen 1865/66–1869/70. Eine Untersuchung der englischen Weltpolitik im 19. Jahrhundert. Oldenbourg, München 1997, ISBN 3-486-56198-7 (Zugl.: Mannheim, Univ., Habil.-Schr., 1972 u.d.T.: Preußen als Faktor der britischen Weltpolitik 1866–1870).

Herausgeberschaften
- Zwischen Politik und Religion. Studien zur Entstehung, Existenz und Wirkung des Totalitarismus (= Schriften des Historischen Kollegs. Kolloquien, Bd. 59). Oldenbourg, München 2003, ISBN 3-486-56748-9 (Digitalisat).
- Das Deutsche Reich im Urteil der Großen Mächte und europäischen Nachbarn (1871–1945) (= Schriften des Historischen Kollegs. Kolloquien. Bd. 33). München 1995, ISBN 978-3-486-56084-8 (Digitalisat).
- mit Karl Ferdinand Werner: Deutschland und Frankreich 1936–1939. 15. Deutsch-französisches Historikerkolloquium des Deutschen Historischen Instituts Paris (= Beihefte der Francia. Bd. 10). Artemis, München/Zürich 1981, ISBN 3-7608-4660-2 (Digitalisat auf perspectivia.net).